# Estadio BBVA
Estadio BBVA, med smeknamnet "El Gigante de Acero" (spanska för "Ståljätten") är en idrottsarena byggd av FEMSA och CF Monterrey i Guadalupe i Greater Monterrey i Mexiko. Den ersatte Estadio Tecnológico som hade varit hemmaarena för Monterrey i 63 år. Byggprojektet orsakade många kontroverser. Bland annat hävdades det från flera håll att  konstruktionen skulle bli ett uppenbart hinder för tillväxten av vilda djur i närområdet. Den invigdes den 2 augusti 2015 med den åttonde upplagan av Eusébio Cup, där Monterrey besegrade Benfica med 3–0.

## Design
Stadion var designad av det multinationella arkitektföretaget Populous tillsammans med det mexikanska företaget VFO.  David Lizarraga från Populous fungerade som huvudarkitekt för projektet. Byggandet påbörjades i augusti 2011 och slutfördes i juli 2015.
Stadion öppnades 2015 med en kapacitet på 51.000 personer, vilket gör den till den fjärde största i Mexiko. Byggd till en kostnad av 200 miljoner US-dollar (ca 1.8 miljarder svenska kronor) och var den dyraste arenan i Mexiko vid den tidpunkten. Ägarna lade snart till fler platser och utökade kapaciteten till 53 500 år 2016. Det har en gräsyta, sviter, en restaurang med klubbtema, en klubblounge med avancerad inredning och exteriör. Lutning är 34 grader, och avståndet mellan fältet och sätena är det minsta som FIFA tillåter, vilket gör att supportrarna på den nedre raden sitter väldigt nära planen.
Estadio BBVA fick en silvercertifiering från Leadership in Energy and Environmental Design för sin hållbara design. Det var den första fotbollsarenan i Nordamerika som fick certifieringen.  
| Mått            | Mått  |
| --------------- | ----- |
| Längd           | 277 m |
| Bred            | 232 m |
| Nordsidans höjd | 46 m  |
| Södra sidohöjd  | 32 m  |
| Omkrets         | 800 m |

## Området
Mer än en tredjedel av det totala landområdet är grönområden. Denna andel överstiger gällande regler. Dessa gröna områden används för att filtrera regnvatten, vilket kommer att bidra till att vattentillförseln laddas. Parkeringsplatser fördelas jämnt runt stadion, inklusive skogsområden för att uppnå en balans med den ekologiska parken. Dessa områden är indelade i zoner som är integrerade i landskapet och topografin. Den norra gränsen till Rio La Silla är ett trädbevuxet spårområde som förbinder stadion med den nya ekologiska parken. Denna ekologiska park och parkering är också gröna områden, med en landskapsdesign som blandas med den omgivande miljön, med endast träd och växter i regionen för att underlätta bevarande och anpassning till miljön.

## Konserter
Sångaren Justin Bieber uppträdde på arenan den 15 februari 2017 som en del av sin Purpose World Tour . Över 51.000 personer deltog i konserten.